# Pobłocie Małe
Pobłocie Małe (deutsch Klein Pobloth) ist ein Dorf in der Woiwodschaft Westpommern in Polen. Es gehört zu der Gmina Gościno (Gemeinde Groß Jestin) im Powiat Kołobrzeski (Kolberger Kreis). 

## Geographische Lage
Das Dorf liegt in Hinterpommern, etwa 17 Kilometer südöstlich von Kołobrzeg (Kolberg) und etwa 105 Kilometer nordöstlich von Stettin.
Die nächsten Nachbarorte sind im Westen Mołtowo (Moltow), im Nordwesten Skronie (Krühne), im Osten Pobłocie Wielkie (Groß Pobloth), im Süden Robuń (Rabuhn) und im Südwesten Myślino (Moitzlin). 

## Geschichte
Das Dorf wurde durch den pommerschen Herzog Ratibor I. († 1156) und seine Gemahlin Pribislawa dem von ihnen gestifteten Kloster Grobe geschenkt. Überliefert ist eine Urkunde aus dem Jahre 1159, mit der Bischof Adalbert von Pommern dem Kloster dessen Besitztümer bestätigte, darunter im Kolberger Land die beiden Dörfer Pobloth („Poblote“) und Zwilipp („Suelube“). Daran anschließend erscheint das Dorf in weiteren Besitzbestätigungen für das Kloster Grobe, so im Jahre 1168 durch Bischof Konrad I., im Jahre 1168 durch Herzog Bogislaw I. bei der Neugründung des Klosters, im Jahre 1179 durch Papst Alexander III., im Jahre 1186 noch einmal durch Herzog Bogislaw I., diesmal anlässlich der Verlegung des Klosters auf den Marienberg bei Usedom, im Jahre 1195 durch Papst Coelestin III. und im Jahre 1216 durch Bischof Sigwin. Im Jahre 1241 erschien Pobloth („Poplote“) in einer Urkunde, mit der Bischof Konrad III. von Cammin dem Kloster die von seinen Vorgängern verliehenen Zehnten bestätigte.
Nicht in dieses Bild passt eine Urkunde aus dem Jahre 1276, mit der der Bischof von Cammin, Hermann von Gleichen, dem Kolberger Domkapitel seine Besitzungen bestätigte. Das damals „Poplot“ genannte Dorf war der zweiten Domherrenpfründe zugeordnet. Das Dorf kann aber allenfalls kurz im Besitz des Domkapitels gewesen sein. 
Im Jahre 1318 war das damals „Poblut“ genannte Dorf zusammen mit Zwilipp im Lehnsbesitz von Angehörigen der adligen Familie von Blankenburg sowie von Henning und Arnold von Greifenberg, die dem Kloster jährlich 2 Last Salz zu zahlen hatten. 
Wohl bereits im 14. Jahrhundert wurde östlich von dem bisherigen, ursprünglich slawischen Dorf ein neues Dorf namens Groß Pobloth angelegt. Die Unterscheidung in Klein Pobloth und Groß Pobloth ist aber erstmals aus dem Jahre 1484 überliefert, als ein Karsten Damitz den Anspruch auf eine jährliche Pacht aus „Lütken Pobloth“ verkaufte. Auch später erschien Klein Pobloth als Lehen der adligen Familie von Damitz. 
Auf der Lubinschen Karte des Herzogtums Pommern von 1618 ist „L[ütken] Poblat“ eingetragen. 
Im 18. Jahrhundert war Klein Pobloth im Besitz der Familie adligen Familie von Blankenburg. 1766 wurde Klein Pobloth von einem von Briesen gekauft.
In Ludwig Wilhelm Brüggemanns Ausführlicher Beschreibung des Herzogtums Vor- und Hinterpommern (1784) ist Klein Pobloth als Rittersitz unter den adeligen Gütern des Fürstentums Cammin aufgeführt. Damals gab es in Klein Pobloth ein Vorwerk mit einer Schäferei, also den Gutsbetrieb, vier Bauernstellen und zwei Kossäten, insgesamt elf Haushaltungen („Feuerstellen“).
Gegen Ende des 18. Jahrhunderts wurde Klein Pobloth von dem Geheimen Kommerzienrat Philipp von Braunschweig gekauft, in dessen Familie es sich über viele Jahrzehnte vererbte, bis es dann in andere Hände kam. 
Im 19. Jahrhundert bestand in Klein Pobloth ein eigener politischen Gutsbezirk. Nach Durchführung der Separation wurde in der Mitte des 19. Jahrhunderts daneben eine eigene kleine Landgemeinde der bäuerlichen Grundeigentümer gebildet. Der Gutsbezirk Klein Pobloth umfasste dann ein Gebiet von 640 Hektar (Stand 1864) und zählte 149 Einwohner (Stand 1867), die Landgemeinde Klein Pobloth umfasste ein Gebiet von nur 58 Hektar (Stand 1864) und zählte nur 22 Einwohner (Stand 1867). Zwischen 1871 und 1885 wurde die Landgemeinde Klein Pobloth wieder aufgelöst und in den Gutsbezirk Klein Pobloth eingegliedert. Mit der allgemeinen Auflösung der Gutsbezirke in Preußen im Jahre 1928 wurde eine neue Gemeinde Pobloth gebildet, in die neben dem bisherigen Gutsbezirk Klein Pobloth der Gutsbezirk Groß Pobloth und die Landgemeinde Groß Pobloth eingemeindet wurden.  
Im Jahre 1909 erhielt Klein Pobloth Bahnanschluss mit dem Bau der Bahnstrecke Groß Jestin–Groß Pobloth der Kolberger Kleinbahn und einem eigenen Haltepunkt für Klein Pobloth. Die Strecke wurde im Jahre 1915 über Groß Pobloth bis Körlin verlängert. Sie ist heute stillgelegt. 
Im Jahre 1925 wurden südlich des Gutes Klein Pobloth entlang der Straße nach Rabuhn acht neue Hofstellen (Ausbauten) angelegt. 
Bis 1945 gehörte Klein Pobloth als Teil der Gemeinde Pobloth zum Landkreis Kolberg-Körlin der Provinz Pommern.
Gegen Ende des Zweiten Weltkriegs wurde Klein Pobloth durch die Rote Armee besetzt. Das Dorf kam, wie alle Gebiete östlich der Oder-Neiße-Grenze, an Polen. Die Dorfbevölkerung wurde vertrieben. Der Ortsname wurde als „Pobłocie Małe“ polonisiert.

## Entwicklung der Einwohnerzahlen
- 1816: 086 Einwohner[12]
- 1867: 171 Einwohner, davon 149 im Gutsbezirk Klein Pobloth und 22 in der Landgemeinde Klein Pobloth[12]
- 1885: 222 Einwohner[12]
- 1905: 228 Einwohner[12]
- 1925: 232 Einwohner[12]
- 2017: 229 Einwohner[1]